# Friedhelm Schwamborn

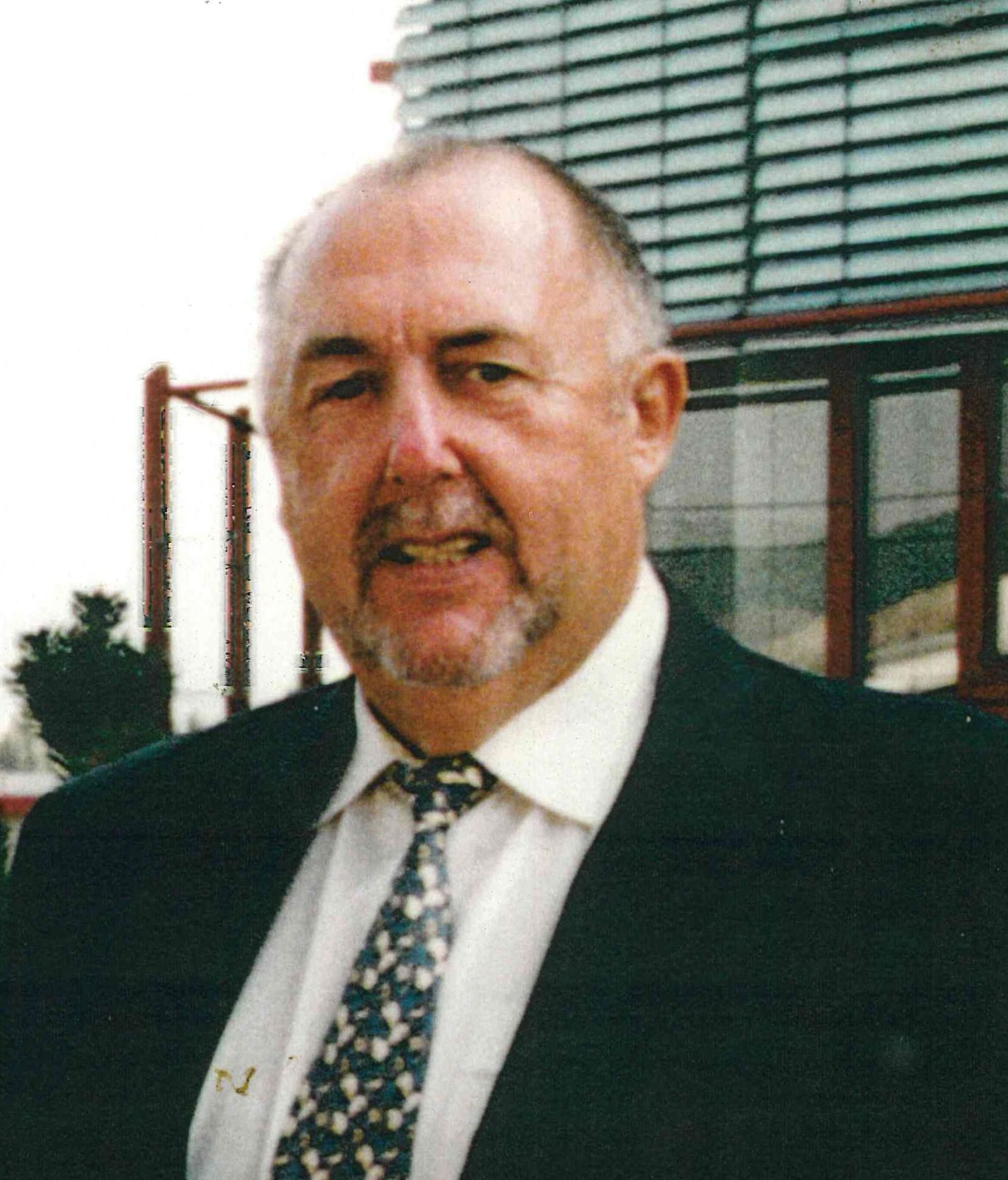
Friedhelm Schwamborn

Friedhelm Schwamborn (Broich (Renânia - Vestfália), 29 de agosto de 1938 – Bonn (Renânia - Vestfália), 6 de outubro de 2020). Foi um professor universitário e administrador alemão que trabalhou muitos anos no Brasil e na América latina. Formado em Letras Românicas e Anglo-Germânicas pela Universidade de Bonn, concluiu o Doutorado em 1968, com a tese sobre "Domingo Faustino Sarmiento". Foi o fundador e diretor do escritório regional do DAAD (Serviço Alemão de Intercâmbio Acadêmico), no Rio de Janeiro  e vice-secretário geral do DAAD em Bonn (Alemanha). Contribuiu para a cooperação acadêmica e científica  entre o Brasil e a Alemanha e para a criação do Geoparque Araripe no Ceará.

## Biografia
Exerceu várias atividades profissionais, tais como:
- Professor-Leitor do DAAD (Serviço Alemão de Intercâmbio Acadêmico) e Coordenador da Casa de Cultura Alemã da Universidade Federal do Ceará de 1968 a 1971,[7][8]
- Leitor do DAAD na Universidade Federal do Rio de Janeiro, em 1971,[9][10]
- Diretor do Escritório Regional do Serviço Alemão de Intercâmbio Acadêmico/DAAD, no Rio de Janeiro, de 1972 a 1978;[4]
- Participou da Assinatura do Convênio Especial com o CNPq sobre intercâmbio de cientistas, participação das  negociações governamentais bilaterais sobre a cooperação científico- tecnológica, em 1974;[11]
- Departamento para a América do Sul, DAAD/Bonn de 1978-1985 e 1985-1989,[12]
- Diretor do Escritório Regional do Serviço Alemão de Intercâmbio Acadêmico/DAAD, no Rio de Janeiro, de 1989-1995;[13]
- Participou  do Programa Geral da Conferência da ONU sobre Ecologia e Desenvolvimento (ECO 92), no Rio de Janeiro, em 1992;
- Primeira seleção de projetos do Programa PROBRAL, em 1994;
- Diretor da Divisão Sul do DAAD/Bonn, de 1995 a 2000, sendo nomeado Secretário-Geral Substituto em 1998,[14]
- Primeiro Edital do Programa Graduação Sanduíche, em 1989;
- Diretor do Escritório Regional do Serviço Alemão de Intercâmbio Acadêmico/DAAD, no Rio de Janeiro, de 2000-2004;[15]
- Primeiro Edital do Programa UNIBRAL, em 2001,[16]
- Comemoração dos 30 anos do Escritório do DAAD.[17]
- Iniciativa de criação do Geoparque Araripe, o primeiro Geoparque do hemisfério sul, junto com o Prof. Gero Hillmer [6][18]. A iniciativa foi implementada em conjunto com Gero Hillmer, André Herzog e Hélio Barros[19]. Reconhecimento do Geoparque Araripe pela UNESCO em 2006.[20]

Casou-se com Ingrid Kuske em 1966, com quem teve um casal de filhos: Ralf e Ivonne.
Durante as suas diversas funções na central do DAAD, em Bonn, Dr. Friedhelm Schwamborn atuou em departamentos ligados à América Latina, articulando novos programas de intercâmbio, para estudantes e professores, e consolidando programas existentes. Realizou programas de intercâmbio com várias universidades no Brasil e na América Latina. Na Universidade Federal de Santa Catarina, por exemplo, realizou os seguintes: PROBRAL, 10 projetos aprovados; UNIBRAL, 01 projeto aprovado; e Graduação Sanduíche, onde 16 alunos foram à Alemanha.

## Obras
- 1968 - Das Spanienbild Domingo Faustino Sarmientos. Diss, Bonn (Romanische Versuche und Vorarbeiten, 25);[26]
- 1978 - "Brasilien als Partner im akademischen Austausch"; in: Beiträge zu den brasilianisch-deutschen Beziehungen. Deutscher Akademischer Austauschdienst (Hrsg.). Bonn: Forum, Bd. 10, S. 19-26;
- 1994 - "Entwicklung und Schwerpunkte der wissenschaftlichen und kulturellen Beziehungen zwischen Brasilien und Deutschland"; in: Brasilien heute. Politik, Wirtschaft, Kultur, Briesemeister, Dietrich/Kohlhepp, Gerd/Mertin, Ray-Güde/Sangmeister, Hartmut/Schrader, Achim (Hrsg.). Frankfurt am Main: Verfuert Verlag. S. 587-602.

## Homenagens
- Medalha de Mérito Educacional, Universidade Federal do Ceará (1971).[7][8]
- Ordem do Rio Branco (2000).[9]
- Ordem do Mérito da República Federal da Alemanha (em alemão: "Verdienstorden der Bundesrepublik Deutschland", 2004).[1]
- Título de Cidadão do Estado do Rio de Janeiro (2004).[27]
- Título de Doutor Honoris Causa pela Universidade Federal do Ceará (2004).[28]